# Bitwa o Beer Szewę
Bitwa o Beer Szewę (Operacja Mosze; hebr. מִבְצָע מֹשֶׁה, Miwca Mosze) została stoczona pomiędzy Siłami Obronnymi Izraela a armią egipską o miasto Beer Szewa podczas I wojny izraelsko-arabskiej w dniach 20-21 października 1948. Bitwa stanowiła część operacji Jo’aw i zakończyła się zwycięstwem Izraelczyków.

## Tło wydarzeń
W maju 1948 w Palestynie rozpoczęła się I wojna izraelsko-arabska, która była kontynuacją Wojny domowej w Mandacie Palestyny (1947-1948). W przeciwieństwie do wojny domowej, była to typowa wojna o charakterze konwencjonalnym, w którym zaangażowało się szereg państw arabskich. Na froncie południowym, część pustyni Negew, pas wybrzeża i większą część Judei zajęły wojska egipskie. Na Negewie w całkowitej izolacji pozostała żydowska enklawa. Dla izraelskiego dowództwa na froncie południowym priorytetem stało się dostarczenie zaopatrzenia dla tych osiedli, których utrzymanie było strategicznym interesem Izraela. W tym celu przeprowadzono szereg nieudanych operacji wojskowych: operacja An-Far (9-15 lipca) i operacja Mawet la-polesz (16-18 lipca). W dniu 18 lipca rozpoczął się drugi rozejm. W okresie tym przeprowadzono operację GJS 1 (27 lipca) i operację GJS 2 (30 lipca - 2 sierpnia). Zakończyły się one niepowodzeniem i nie udało się otworzyć korytarza komunikacyjnego. Podjęto wówczas decyzję o dostarczeniu zaopatrzenia drogą powietrzną i przeprowadzono operację Awak (23 sierpnia - 21 października).
Na posiedzeniu rządu 6 października, zatwierdzono plan operacji Dziesięć Plag, której nazwa nawiązywała do biblijnych dziesięciu plag, którymi Bóg ukarał Egipcjan, zmuszając ich do wypuszczenia z niewoli Izraelczyków. Nazwę zmieniono jednak na operację Jo’aw, na cześć Jicchaka Dubno (pseudonim „Jo’aw”), który zginął 21 maja 1948 dowodząc obroną kibucu Negba. Plan przewidywał przeprowadzenie jednoczesnych ataków na egipskie linie obronne od północy i południa, w celu przejęcia kontroli nad strategiczną drogą wzdłuż wiosek Kaukaba, Hulajkat i Burajr. Walki te zostały nazwane bitwą o korytarz separacyjny. Umożliwiło to dostarczenie zaopatrzenia drogą lądową do żydowskich osiedli na pustyni Negew. Równocześnie prowadzono ataki na egipską linię komunikacyjną łączącą wybrzeże ze zgrupowaniem wojsk w rejonie Irak Suwajdan, al-Faludża i Irak al-Manszija.
Natychmiast po otwarciu korytarza komunikacyjnego z żydowską enklawą na pustyni Negew, w nocy z 19 na 20 października 1948 drogą prowadzącą przez wioski Kaukaba i Hulajkat przerzucono uzupełnienia i zaopatrzenie dla Brygady Negew i Brygady Jiftach. Następnie przerzucono tędy 82 Batalion 8 Brygady Pancernej i 7 Batalion Brygady Negew. W kibucu Szowal odbyła się ostateczna odprawa dowódców oddziałów przed atakiem na Beer Szewę.
Według przechwyconych przez Izraelczyków telegramów, egipskie siły z rejonu al-Faludża miały przegrupować się do Beer Szewy. Dowództwo egipskie nie zdawało sobie jednak sprawy z izraelskich planów natarcia na miasta, i wszystkie ruchy wykonywano opieszale, spodziewając się szybkiego wprowadzenia kolejnego zawieszenia broni. Obronę miasta stanowił wzmocniony 1 Batalion piechoty wspierany przez artylerię i moździerze. Było to około 500 żołnierzy. Pozycje obronne składały się z 25 umocnionych pozycji ogniowych, przy czym brakowało okopów. Od południa, wschodu i północnego zachodu miasto otaczały rowy przeciwczołgowe i zasieki z drutu kolczastego. Siedziba dowództwa egipskiego batalionu znajdowała się w starym tureckim dworcu kolejowym.
Izraelczycy po przechwyceniu telegramów podjęli decyzję o przeprowadzeniu operacji Mosze, której celem było zdobycie Beer Szewy. Odcięto by w ten sposób od południa, wschodnie skrzydło egipskich wojsk. Izraelski premier Dawid Ben Gurion nie wierzył w zdolność Sił Obronnych Izraela do zdobycia Beer Szewy w tak krótkim czasie, jednak możliwość narzucenia kolejnego zawieszenia broni wymuszała przyśpieszenie kolejnych działań taktycznych na froncie południowym.

## Przebieg bitwy
W nocy z 20 na 21 października izraelskie oddziały spotkały się w kibucu Miszmar ha-Negew. Do przeprowadzenia operacji wyznaczono 7 i 9 Batalion Brygady Negew oraz 89 Batalion 8 Brygady Pancernej. W rejonie Khirbet Abu 'Aisza napotkały one na ogień egipskiej artylerii, kontynuowały one jednak swój ruch aż osiągnęły punkt zbiorczy na Wzgórzu 315.2. Tymczasem siły artylerii wsparcia rozlokowały się w rejonie kibucu Chacerim, na zachód od Beer Szewy.
Atak miał rozpocząć się o północy, opóźnił się jednak na skutek zbyt wolnego przemieszczania się sił. O godz. 4:00 artyleria otworzyła ogień i niemal równocześnie rozpoczęło się natarcie od północy na miasto. Napotkano na niewielki ogień karabinów maszynowych ze Wzgórza 283, które szybko opanowano. Bez walki zajęto położoną w północno-wschodniej części miasta nową dzielnicę mieszkaniową. Następnie Izraelczycy zajęli cmentarz i zatrzymali się naprzeciwko posterunku policji, meczetu i stacji kolejowej. Grupa pojazdów opancerzonych przegrupowała się na południe miasta, odcinając drogę wyjazdową w tym kierunku. Gdy izraelskie dowództwo zdało sobie sprawę, że druga fala natarcia opóźnia się, rozkazało kontynuować dalsze działania ofensywne siłami znajdującymi się już w mieście. Najważniejszym celem było zdobycie stacji kolejowej. Pierwszy atak kompanii piechoty został powstrzymany przez ogień karabinów maszynowych. Cztery samochody ciężarowe zostały uszkodzone od wybuchów min. Zdecydowano wówczas o przeprowadzeniu manewru okrążającego, zajmując sąsiednią dzielnicę mieszkaniową. W samym centrum miasta pozostało wówczas zaledwie 60 izraelskich żołnierzy naprzeciwko 500 Egipcjan.
W międzyczasie do Beer Szewy dotarły izraelskie posiłki, które gdy tylko zajęły pozycje w centrum miasta, odparły egipski kontratak. Po jego załamaniu się, w szeregi Egipcjan zaczęła wdzierać się dezorganizacja i chaos. Przed świtem egipska obrona załamała się, a żołnierze zaczęli bezładnie wycofywać się na południe. Pozostałe siły ufortyfikowały się na posterunku policji. Izraelczycy ostrzelali z broni przeciwpancernej budynek stacji kolejowej, podczas gdy inne siły zajęły południową i zachodnią część miasta. Otoczeni Egipcjanie w końcu poddali się. O godzinie 9:15 rano Izraelczycy zameldowali o zdobyciu miasta.

## Reakcje i następstwa
Zdobycie Beer Szewy było dużym taktycznym zwycięstwem Izraelczyków. Zdołali oni w ten sposób przeciąć drogi zaopatrzenia prowadzące z południa dla wschodniego skrzydła wojsk egipskich. W rezultacie duże zgrupowanie egipskie zaczęło być stopniowo zamykane w okrążeniu w rejonie al-Faludża.